# Albert Mban
Albert Mban, né le 30 juillet 1951 au Congo, est un consultant-chercheur, archiviste et écrivain congolais d'expression française. Il est un ancien boursier de l'UNESCO et s'intéresse aux archives et à la documentation.

## Biographie

### Enfance et formation
Albert est titulaire d'une licence en lettres, d'un DEA d'histoire, d'un DESUP de documentation et d'un doctorat en sciences de l'information de la communication. Il détient un diplôme d'archiviste de l'École de bibliothécaires archivistes et documentalistes de Dakar et ancien boursier de l'UNESCO au stage technique international d'Archives de Paris.

### Carrière
Albert commence sa carrière au Service des Archives Nationales, à la Direction des Études et de la Planification du Ministère des Finances du Congo-Brazzaville. Il accède à la fonction de chargé de mission en archives à la mairie de Villejuif en région parisienne en France.

### Carrière littéraire
Il mène plusieurs travaux scientifiques avec Marie-France Blanquet sur la question de l'archivage en Afrique.

### Vie de famille
Il réside en France.

## Œuvres
- Les problèmes des archives en Afrique [2],[3]
- L'administration africaine face à sa documentation[1]
- Les archives administratives dans les états africains[1]
- Manuel de gestion des documents administratifs et des archives[1]